# Cattedrale del Sacro Cuore (Sarajevo)
La cattedrale del Sacro Cuore (in croato: Katedrala Srca Isusova) si trova nel centro storico della città di Sarajevo, in Bosnia ed Erzegovina ed è sede dell'arcidiocesi di Vrhbosna.

## Storia
La cattedrale del Sacro Cuore è stata costruita in onore del Sacro Cuore di Gesù su progetto dell'architetto Josip Vancaš secondo lo stile neogotico ed utilizzando elementi dell'architettura romanica. I lavori iniziarono il 25 agosto del 1884 e furono completati nell'agosto del 1889. L'edificio è stato danneggiato durante l'assedio di Sarajevo e successivamente sottoposto a restauro.